# Wojciech Staszewski (prawnik)
Wojciech Szczepan Staszewski – polski prawnik, doktor habilitowany nauk prawnych, nauczyciel akademicki, profesor uczelni w Uniwersytecie Szczecińskim, adiunkt Katolickiego Uniwersytetu Lubelskiego Jana Pawła II, specjalności naukowe: prawo europejskie, prawo międzynarodowe publiczne.

## Życiorys
W 1994 ukończył studia prawnicze na Wydziale Prawa, Prawa Kanonicznego i Administracji Katolickiego Uniwersytetu Lubelskiego Jana Pawła II. Tam też na podstawie napisanej pod kierunkiem Stanisława Wrzoska rozprawy pt. Prawnomiędzynarodowe aspekty migracji ludności (ze szczególnym uwzględnieniem polskiej praktyki traktatowej) otrzymał w 2003 stopień naukowy doktora nauk prawnych w dyscyplinie prawo. Na tym samym wydziale na podstawie dorobku naukowego oraz rozprawy pt. Konsul honorowy w prawie międzynarodowym i w praktyce polskiej w 2016 uzyskał stopień doktora habilitowanego nauk prawnych w dyscyplinie prawo.
Został profesorem nadzwyczajnym Uniwersytetu Szczecińskiego na Wydziale Prawa i Administracji w Katedrze Prawa Pracy i Polityki Społecznej (obecnie w Instytucie Nauk Prawnych USz) oraz adiunktem na Wydziale Prawa, Prawa Kanonicznego i Administracji Katolickiego Uniwersytetu Lubelskiego Jana Pawła II w Instytucie Prawa Publicznego. Był adiunktem w Collegium Varsoviense oraz profesorem nadzwyczajnym w Wyższej Szkole Administracji Publicznej w Kielcach.
Od 1 stycznia 2021 pełni funkcję prodziekana ds. studenckich na Wydziale Prawa i Administracji Uniwersytetu Szczecińskiego.